# Archidiecezja Pontianak
Archidiecezja Pontianak (łac. Archidioecesis Pontianakensis, indonez. Keuskupan Agung Pontianak) – rzymskokatolicka archidiecezja ze stolicą w Pontianak w prowincji Borneo Zachodnie, w Indonezji. Arcybiskupi Pontianak są również metropolitami metropolii o tej samej nazwie.
W 2004 w archidiecezji służyło 96 braci i 296 sióstr zakonnych.

## Sufraganie
Sufraganiami arcybiskupa Pontianak są biskupi diecezji:
- Ketapang
- Sanggau
- Sintang.

## Historia
11 lutego 1905 papież Pius X erygował prefekturę apostolską Borneo Holenderskiego. Dotychczas wierni z tych terenów należeli do wikariatu apostolskiego Batavii (obecnie archidiecezja dżakarcka).
13 marca 1918 prefekturę apostolską Borneo Holenderskiego podniesiono do rangi wikariatu apostolskiego.
21 maja 1938 zmieniono nazwę na wikariat apostolski Pontianak. W tym dniu odłączono prefekturę apostolską Bandjarmasin (obecnie diecezja Banjarmasin). W późniejszych latach odłączono również:
- w 1948 – prefekturę apostolską Sintang (obecnie diecezja Sintang)
- w 1954 – prefekturę apostolską Ketapang (obecnie diecezja Ketapang).

3 stycznia 1961 papież Jan XXIII podniósł wikariat apostolski Pontianak do rangi archidiecezji metropolitarnej.
W 1968 odłączono prefekturę apostolską Sekadau (obecnie diecezja Sanggau).

## Ordynariusze

### Prefekt apostolski
- Giovanni Pacificio Bos OFMCap (1905−1918)

### Wikariusze apostolscy
- Giovanni Pacificio Bos OFMCap (1918−1934)
- Tarcisius Henricus Josephus van Valenberg OFMCap (1934−1957)
- Herculanus Joannes Maria van der Burgt OFMCap (1957−1961)

### Arcybiskupi
- Herculanus Joannes Maria van der Burgt OFMCap (1961−1976)
- Hieronymus Herculanus Bumbun OFMCap (1977−2014)
- Agustinus Agus (2014−obecnie)